# 강진욱
강진욱(1986년 2월 13일 ~ )은 대한민국의 축구 선수로서 포지션은 수비수이다.

## 클럽 경력
2002년 대한축구협회 우수선수 해외유학 프로젝트에 선발되어 프랑스 FC 메스에 유학을 갔고 2003년 4월 정식 유소년 선수 계약을 맺었다. 이후 능력을 인정받아 2004년 6월에 2군 선수 계약을 맺었고 2005년에 성인 프로선수 계약을 체결하였다.
그 후 FC 메스가 강등된 후 국내 복귀를 추진해 제주 유나이티드로 이적하였다.
광주 상무에서 군복무를 마친 후 울산 현대 호랑이로 이적하여 뛰다가 2013년 김성환과의 트레이드를 통해 성남 일화 천마로 이적하였다.